# 존 허트
존 허트 경(영어: Sir John Hurt, CBE, 1940년 1월 22일 ~ 2017년 1월 27일)은 영국의 배우이다. 영국에서 가장 유명하고 인기 있는 배우 중의 하나이며, 다방면에 걸친 여러 경력이 있다. BAFTA, 골든 글로브상 등 많은 상을 받았고, 아카데미상(오스카)에는 두 번 후보에 올랐다. 2012년부터 사망할 때까지 노리치 예술대학(Norwich University of the Arts) 학장(Chancellor)을 지냈다.
대한민국에는 영화 《설국열차》에서의 길리엄(Gilliam) 역으로 잘 알려져 있다.

## 어린 시절
존 허트는 1940년 1월 22일 영국 더비셔주 체스터필드에서 태어났다. 어머니 필리스 매시(Phyllis Massey, 1907 ~ 1975)는 아마추어 여배우이자 기술자였고, 아버지 아놀드 허버트 허트(Arnould Herbert Hurt, 1904 ~ 1999)는 수학자로 잉글랜드 성공회 성직자가 되어 셔브룩(Shirebrook)과 선덜랜드의 교구 목사(Vicar)를 지내기도 했다. 1937년부터 허트 가족은 더비셔 주로 이사와 있었고, 허트의 아버지는 1945년 더비셔 주 남부 우드빌(Woodville)에 있던 성 스테파노 교회의 목사가 되어 1952년까지 일했다. 어려서부터 허트는 엄격한 교육을 받았다. 집 건너편에 영화관이 있었지만 허트는 그곳에서 영화 관람을 하도록 허락받지 못했다. 또 부모님은 동네 아이들이 너무 평범한 아이들이라는 이유로 어울리지 못하게 했다고 한다.
여덟 살이 될 무렵 허트는 켄트주 오트퍼드(Otford)에 있는 세인트 마이클 사립 초등학교(St Michael's Prep School, Otford)로 보내졌고, 그곳에서 허트는 점차 연기에 대한 꿈을 키워갔다. 허트는 배우가 되기로 결심하고, 그리하여 참여하게 된 그의 첫 무대는 학교에서 모리스 마테를링크의 희곡 《파랑새》의 소녀 역할을 맡은 것이었다. 허트는 이 학교에 다닐 당시, 학교의 교사였다가 1981년 은퇴할 때까지 교장으로 재직한 도널드 코맥으로부터 학대를 당했다고 회상한 바 있다. 허트의 말에 의하면 코맥 선생은 틀니로 된 앞니 두개를 빼서 혀를 아이들의 입속에 밀어넣고, 까실까실한 턱수염을 아이들 얼굴에 비벼대는 짓을 하곤 했는데, 그런 경험이 자신에게 엄청난 충격을 줬다고 말했다.
허트의 아버지가 링컨셔주 그림즈비의 올드 클리 교회로 자리를 옮길 무렵, 열두 살이 된 허트는 링컨 시의 링컨 학교(현 Lincoln Christ's Hospital School)에 진학해 기숙 생활을 했는데, 허트의 형이 다니던 학교에 가려다 입학시험에서 떨어졌기 때문이었다. 허트는 어머니와 함께 클리소프(Cleethorpes)의 레퍼토리 극장에 자주 들렀으나 부모님은 허트가 갖고 있던 연기에 대한 포부를 못마땅해하고, 배우 대신에 미술 교사가 되라고 했다. 허트가 학교 교장선생님인 프랭클린 씨에게 찾아가 배우가 되고 싶다고 털어놓자 교장은 웃으며 "너는 연예계로 나설 기회는 없을 것이다"라고 말했다고 한다.
17살 때 허트는 그림즈비 예술학교(현 이스트코스트 예술 디자인 학교)에 입학해 미술을 배웠다. 1959년 허트는 장학금을 받아 런던의 세인트 마틴 예술학교(Saint Martin's School of Art)에서 미술교사 자격증 과정을 이수할 수 있게 되었다. 런던으로 건너간 허트는 장학금이 있어도 수업료와 생활비 때문에 허덕이자, 친구들에게 나체 포즈를 취해달라고 설득해서 그 그림을 그려 내다 팔며 근근히 생활을 이어갔다. 1960년 허트는 왕립연극학교의 장학제도에 선발되어 2년간 공부했다.

## 배우 경력
허트의 영화 데뷔작은 《더 와일드 앤 더 윌링》(1962)이지만 단역 출연이었고, 주연으로는 《사계절의 사나이》(1966)의 리처드 리치 역이 처음이다. 1971년에는 《릴링턴 플레이스 10번지》에서 티모시 존 에반스(Timothy John Evans) 역을 맡아 작중에서 자신의 임대주인 존 크리스티(John Christie)가 저지른 살인 사건으로 교수형을 당하는 연기를 펼쳐, BAFTA 남우조연상 후보에 지명되기도 했다. 이후 TV 영화 《벌거벗은 공무원》(1975)에서 쿠엔틴 크리스프(Quentin Crisp) 역을 맡아 명성을 얻고 영국 아카데미 텔레비전상 대상도 수상했다. 다음해 허트는 BBC 드라마 《나, 클라우디우스》(1976)에서 고대 로마의 칼리굴라 황제 역을 맡아 화려한 연기를 보여주면서 더 큰 찬사를 받았다. 2002년 TV 다큐멘터리 《나, 클라우디스: 텔레비전 서사시》 (I Claudius: A Television Epic)에 출연한 허트는 원래는 황제 역을 처음 권유받았을 때는 거절했다고 한다. 그러나 허트의 마음을 바꾸고 싶어하던 드라마 감독 허버트 와이즈(Herbert Wise)가 제작전 특별 파티에 초대했고, 그곳에서 나머지 배우들과 제작진과 만나면서 깊은 감동을 받아 배역을 맡게 되었다고 말했다.
1978년 허트는 《미드나잇 익스프레스》에 출연해 골든 글로브상과 BAFTA상을 받았고 아카데미 남우조연상 후보에 오르는 영광을 차지했다. 또 《워터십 다운》 극장판에서 토끼 대장 '헤이즐'과 TV 애니메이션판에서 주요 악당인 운드워트 대장의 목소리를 맡았다.
1970년대 말에서 1980년대 초 사이 허트의 대표 출연작으로는 《에이리언》(1979)에서 작중 첫 희생자로 나오는 케인 역, 《리틀 말콤》(1974)의 스크로다이크 역, 《엘리펀트 맨》(1980)의 존 머릭 역이 있다. 특히 《엘리펀트 맨》 출연으로 골든 글로브상과 아카데미 남우주연상 후보에 오르기도 했다. 1978년에는 랄프 바크시의 애니메이션 극장판 《반지의 제왕》에서 아라고른 역의 성우를 맡았다. 이듬해 1979년에는 라스콜니코프가 제작한 BBC의 TV 미니시리즈 《죄와 벌》에 출연했다. 또 1983년에는 평론가들의 혹평을 받았지만 괜찮은 흥행을 거둔 샘 페킨파 감독의 영화 《오스터맨의 주말》에서 주연을 맡았고, 같은 해 TV 드라마 《리어 왕》에서 리어 왕(로런스 올리비에 역)의 바보 광대 역도 맡았다.

## 출연 작품

### 영화
| 연도 | 제목                                                 | 역할                       | 참고 |
| ---- | ---------------------------------------------------- | -------------------------- | --- |
| 1962 | The Wild and the Willing                             | 필                         | |
| 1964 | This Is My Street                                    | 찰리                       | |
| 1966 | A Man for All Seasons                                | 리처드 리치                | |
| 1967 | The Sailor from Gibraltar                            | John                       | |
| 1969 | In Search of Gregory                                 | Daniel                     | |
| 1969 | 죄많은 더베이                                        | Davey Haggart              | |
| 1969 | 비포 윈터 컴즈                                       | Lieutenant Pilkington      | |
| 1971 | Mr. Forbush and the Penguins                         | Richard Forbush            | |
| 1971 | 10번가의 살인                                        | 티모시 존 에반스           | 후보 – 영국 아카데미 영화상 조연상                                                                                         |
| 1972 | 피리부는 사나이                                      | Franz                      | |
| 1974 | 리틀 말콤                                            | Malcolm Scrawdyke          | |
| 1975 | The Ghoul                                            | Tom Rawlings               | |
| 1975 | La Linea del fiume                                   | Chandler                   | |
| 1977 | East of Elephant Rock                                | Nash                       | |
| 1977 | Three Dangerous Ladies                               | Lt. Simmonds               | |
| 1977 | The Disappearance                                    | Atkinson                   | |
| 1978 | 워터쉽 다운의 토끼들                                 | Hazel                      | 성우 |
| 1978 | The Shout                                            | Anthony Fielding           | |
| 1978 | 미드나잇 익스프레스                                  | Max                        | 골든 글로브상 남우조연상 영국 아카데미 영화상 조연상 후보 – 호주 아카데미 남우조연상                                       |
| 1978 | 반지의 제왕                                          | 아라고른                   | 성우 |
| 1979 | 에이리언                                             | Kane                       | DVDX 어워드 최우수 오디 코멘트리 상 후보 – 영국 아카데미 영화상 남우조연상                                                 |
| 1980 | 엘리펀트 맨                                          | 존 메릭                    | 영국 아카데미 영화상 남우주연상 후보 – 아카데미 남우주연상 후보 – 골든 글로브상 남우주연상                                 |
| 1980 | 천국의 문                                            | Billy Irvine               | |
| 1981 | 심야의 탈출                                          | Peter Strelzyk             | |
| 1981 | 세계사                                               | 예수                       | |
| 1982 | Partners                                             | Kerwin                     | |
| 1982 | The Plague Dogs                                      | Snitter                    | 성우 |
| 1983 | 오스터맨                                             | Lawrence Fassett           | |
| 1984 | 영광의 챔피언                                        | 밥 챔피언                  | 이브닝 스탠더드 영국 영화상 남우주연상                                                                                     |
| 1984 | 성공은 최고의 복수다                                 | Dino Montecurva            | |
| 1984 | The Hit                                              | Braddock                   | 이브닝 스탠더드 영국 영화상 남우주연상 Mystfest 남우주연상 (공동수상: 테런스 스탬프와 팀 로스)                             |
| 1984 | 1984                                                 | 윈스턴 스미스              | 이브닝 스탠더드 영국 영화상 남우주연상 판타스포르투 남우주연상 바야돌리드 국제 영화제 남우주연상                           |
| 1985 | After Darkness                                       | Peter Hunningford          | 제35회 베를린 국제 영화제 초청                                                                                             |
| 1985 | 타란의 대모험                                        | The Horned King            | 성우 |
| 1986 | 제이크 스피드                                        | Sid                        | |
| 1987 | Rocinante                                            | Bill                       | |
| 1987 | From the Hip                                         | Douglas Benoit             | |
| 1987 | 스페이스볼                                           | Kane                       | |
| 1987 | Aria                                                 | 배우                       | 《팔리아치》 부분 |
| 1987 | Vincent                                              | 내레이터                   | |
| 1987 | 다이애나의 두 남자                                   | Gilbert Colvile            | |
| 1988 | The Bengali Night                                    | Lucien Metz                | |
| 1989 | Scandal                                              | 스티븐 워드                | |
| 1989 | Little Sweetheart                                    | Robert Burger              | |
| 1990 | Romeo-Juliet                                         | La Dame aux Chats Mercutio | |
| 1990 | Windprints                                           | Charles Rutherford         | |
| 1990 | 카인의 반항                                          | Bird O'Donnell             | 후보 – 영국 아카데미 영화상 남우조연상                                                                                     |
| 1990 | 돌아온 프랑켄슈타인                                  | Dr. Joe Buchanan 내레이터  | |
| 1991 | I Dreamt I Woke Up                                   | 존 부어먼의 자아           | |
| 1991 | 킹 랄프                                              | Lord Percival Graves       | |
| 1992 | Lapse of Memory                                      | Conrad Farmer              | |
| 1993 | Kölcsönkapott idő                                    | Sean                       | |
| 1993 | 거짓말하는 눈                                        | Anthony / Le Marquis       | |
| 1993 | Monolith                                             | Villano                    | |
| 1993 | 카우걸 블루스                                        | The Countess               | |
| 1994 | Rabbit Ears: Aladdin and the Magic Lamp              | Storyteller                | Direct-to-video release |
| 1994 | Thumbelina                                           | Mr. Mole                   | 성우 |
| 1994 | 세컨드 베스트                                        | Uncle Turpin               | |
| 1995 | Two Nudes Bathing                                    | Marquis de Prey            | |
| 1995 | Saigon Baby                                          | Jack Lee                   | |
| 1995 | 롭 보이                                              | 제임스 그레이엄            | |
| 1995 | 데드 맨                                              | John Scholfield            | |
| 1995 | 와일드 빌                                            | Charley Prince             | |
| 1997 | Tender Loving Care                                   | Dr. Turner                 | Interactive CD-ROM film |
| 1997 | 롱 아일랜드에서의 사랑과 죽음                        | Giles De'Ath               | FIPRESCI 상 – 시카고 국제 영화제 (Richard Kwietniowski와 공동 수상) 후보 – 영국 독립 영화상 최고의 연기를 펼친 영국 배우상 |
| 1997 | 콘택트                                               | S.R. Hadden                | |
| 1997 | Bandyta                                              | Babits                     | |
| 1998 | 커미셔너                                             | James Morton               | 제48회 베를린 국제 영화제에 초청                                                                                           |
| 1998 | Night Train                                          | Michael Poole              | Verona Love Screens Film Festival 남우주연상                                                                               |
| 1998 | 올 더 리틀 애니멀                                    | Mr. Summers                | |
| 1999 | The Climb                                            | Chuck Langer               | |
| 1999 | New Blood                                            | Alan White                 | |
| 1999 | A Monkey's Tale                                      | Sebastian                  | 프랑스 영화 《Le Château des singes》 영어 더빙판                                                                          |
| 1999 | If... Dog... Rabbit...                               | Sean Cooper                | |
| 1999 | You're Dead...                                       | Maitland                   | |
| 2000 | 곰돌이 푸 - 티거 무비                                | 내레이터                   | |
| 2000 | 엑소시즘                                             | Father Lareaux             | |
| 2001 | Tabloid                                              | Vince                      | |
| 2001 | 코렐리의 만돌린                                      | Dr. Iannis                 | |
| 2001 | 해리 포터와 마법사의 돌                              | Mr. Ollivander             | |
| 2002 | 미란다                                               | Christian                  | |
| 2002 | 죄와 벌                                              | Porfiry                    | |
| 2003 | 오닝 마호니                                          | Victor Foss                | |
| 2003 | Meeting Che Guevara & the Man from Maybury Hill      | Man from Maybury Hill      | |
| 2003 | 도그빌                                               | 내레이터                   | |
| 2004 | 헬보이                                               | Trevor Bruttenholm         | |
| 2004 | Pride                                                | Harry                      | 성우 |
| 2005 | 숏 오더                                              | Felix                      | |
| 2005 | 발리언트                                             | Felix                      | 성우 |
| 2005 | 프로퍼지션                                           | Jellon Lamb                | 후보 – 호주 아카데미 남우조연상                                                                                            |
| 2005 | 슈팅 독스                                            | Christopher                | |
| 2005 | 만덜레이                                             | 내레이터                   | |
| 2005 | 스켈리톤 키                                          | Ben Devereaux              | |
| 2006 | 브이 포 벤데타                                       | 애덤 서틀러                | |
| 2006 | 향수: 어느 살인자의 이야기                           | 내레이터                   | |
| 2007 | Boxes                                                | Le père de Fanny           | |
| 2008 | 아웃랜더                                             | Rothgar                    | |
| 2008 | 옥스포드 살인사건                                    | Arthur Seldom              | |
| 2008 | 인디아나 존스: 크리스탈 해골의 왕국                  | Dr. Harold Oxley           | |
| 2008 | 헬보이 2: 골든 아미                                  | Trevor Bruttenholm         | 카메오 |
| 2008 | Lecture 21                                           | Mondrian Kilroy            | |
| 2009 | 리미츠 오브 컨트롤                                   | Guitar                     | |
| 2009 | 뉴욕, 아이 러브 유                                   | Waiter                     | |
| 2009 | 44인치 가슴                                          | Old Man Peanut             | 후보 – 런던 영화 비평가 협회 남우조연상                                                                                    |
| 2010 | 영화                                                 | Doyle                      | |
| 2010 | 울트라 마린: 더 무비                                 | Carnak                     | 성우 |
| 2010 | 브라이튼 록                                          | Phil Corkery               | |
| 2010 | 해리 포터와 죽음의 성물 1부                          | Mr. Ollivander             | |
| 2011 | 해리 포터와 죽음의 성물 2부                          | Mr. Ollivander             | |
| 2011 | In Love with Alma Cogan                              | Master of Ceremonies       | |
| 2011 | 멜랑콜리아                                           | Dexter                     | |
| 2011 | 팅커 테일러 솔저 스파이                              | Control                    | 후보 – 덴버 영화 비평가 협회 최고의 케스트상 후보 – International Chinephile Society 최고의 케스트상 (runner-up)           |
| 2011 | 신들의 전쟁                                          | Old Zeus                   | |
| 2012 | 제인 맨스필드즈 카                                   | Kingsley Bedford           | |
| 2013 | 찰리 컨트리맨                                        | 내레이터                   | |
| 2013 | 오직 사랑하는 이들만이 살아남는다                    | Marlowe                    | |
| 2013 | 설국열차                                             | Gilliam                    | |
| 2013 | More Than Honey                                      | 내레이터                   | |
| 2013 | Benjamin Britten – Peace and Conflict                | 내레이터                   | 포스트프로덕션 |
| 2014 | 허큘리스                                             | Cotys, King of Thrace      | |
| 2015 | The Absinthe Drinkers                                | Antonio Argenti            | |
| 2015 | 토마스와 친구들: 솔저스 레전드 오브 더 로스트 트레저 | Sailor John                | 성우 |
| 2016 | 더 저니                                              | 해리 패터슨                | |
| 2016 | 재키                                                 | 사제                       | |
| 2017 | 다키스트 아워                                        | 네빌 체임벌린              | 사후 개봉 |
| 2017 | That Good Night                                      | Ralph                      | 사후 개봉 |
| 2017 | My Name Is Lenny                                     | Leslie Salmon              | 사후 개봉 |
| 2018 | 다마스쿠스 커버                                      |                            | |

## 서훈
- 2004년 대영 제국 훈장 3등급(CBE) 수훈[14]
- 2015년 기사작위(Knight Bachelor) 서임[1]

## 주해
1. ↑  그 해 아카데미 남우조연상 수상자는 《디어 헌터》의 크리스토퍼 워컨이었다.
2. ↑  나중에 영화 《스페이스볼》에서 동일한 배역으로 나와 패러디한 바 있다.
3. ↑  그가 출연했던 에이리언에서의 역할 '케인(Kane)'의 카메오. 에이리언에서의 대사를 패러디했다: "Oh no... Not again!"
4. ↑  빈센트 반 고흐의 편지가 남동생에게 전해지는 장면